# Gesten Lokalråd
Gesten Sogneråd opstod i 1996 ved en sammenlægning af foreningerne Gesten Borger- og Håndværkerforening og Gesten mod År 2000.
I år 2009 tog "Gesten Sogneråd" navneforandring til "Gesten Lokalråd"
Sognerådet, der består af 7 medlemmer og 2 suppleanter, er en upolitisk interesseorganisation, med følgende formål:
- at virke til gavn for Gesten Sogn og sognets beboere.

Sognerådet søger at få størst mulig kompetence på årsmødet. Sognerådet kan tage selvstændige initiativer, og påtager sig ansvaret for at få udført de opgaver, som kommunalbestyrelsen delegerer til rådet.
Endvidere er det Sognerådets hensigt at blive en naturlig hørings- og samarbejdspartner med, i alle spørgsmål vedrørende lokalområdet, der behandles i kommunalbestyrelsen.
Lokalrådet indkalder også til kontaktrådsmøder.
Lokalrådet er ligeledes bestyrer af Gesten fonden.
- Gesten Lokalråd